# De Onlanden
Het gebied De Onlanden ligt in het noorden van Drenthe, tegen de stad Groningen, en is ongeveer 2500 ha. groot. De in 2009 gekozen naam dankt het gebied aan de combinatie van natuurontwikkeling en grootschalige waterberging, waardoor een deel van het gebied weer 'onland' wordt. Het ambtelijk credo voor het project dat leidde tot de vormgeving van het gebied luidt 'Natte natuur voor droge voeten'.

## Naam
De aanduiding 'De Onlanden' is voorgedragen door vijf lokale IVN afdelingen, Het Drentse Landschap en de Historische Vereniging Roon nadat er een prijsvraag was uitgeschreven om tot een toepasselijke naam te komen. Men heeft voor de naam gekozen omdat met de herinrichting weer een situatie ontstaat zoals die eerder bestond: een nat gebied waar de grondwaterstand meebewoog met de peilen van de beken Eelderdiep en Peizerdiep en het meer in het gebied, het Leekstermeer. De zeer lage en natte gronden, die ver van de bewoning aflagen, werden 'onlanden' genoemd, omdat ze vrijwel onbruikbaar waren voor agrarisch gebruik. In oude geschriften wordt het gebied al als 'De Onlanden' beschreven. Het gebied grenst bovendien aan een gebied dat grotendeels onland is gebleven hetgeen in de naam tot uiting komt, het Elsburger Onland.

## Herinrichting
De Onlanden is de resultante van Herinrichtingsproject Peize uit het jaar 2000, dat 6000 hectare beslaat. Met dit project beoogde men de landbouwstructuur te verbeteren met tegelijkertijd de aanleg van natuurgebieden. In 2004 werd daar de ambitie tot het realiseren van een groot waterbergingsgebied aan toegevoegd. Door dat laatste hoopt men de kans op ongewenste overstromingen te verkleinen en de veiligheid van de bewoners in de regio te vergroten. Om praktische redenen is een gebied bij het Leekstermeer, dat formeel onder de herinrichting Roden-Norg valt, in het project De Onlanden ondergebracht.
Het project is een samenwerkingsverband van de provincie Drenthe, het waterschap Noorderzijlvest, de voormalige Dienst Landelijk Gebied, de gemeenten Noordenveld en Tynaarlo, Natuurmonumenten, Staatsbosbeheer, LTO-Noord en het Kadaster.
Uiteindelijk werd 2200 hectare natuur als deel van de ecologische hoofdstructuur van Nederland aangelegd, waarvan 1700 hectare mede ten dienste staat van waterberging. Daarnaast is 3700 hectare landbouwgebied verbeterd en werden de recreatiemogelijkheden in het gebied uitgebreid. In 2012 kwam het project gereed.

## Water
Waterberging De Onlanden is een uitvloeisel van de wateroverlast die een groot deel van Nederland in 1998 trof en die leidde tot acute bedreiging van enkele stadswijken van de stad Groningen. In 2001 presenteerde de zogenaamde stuurgroep Water 2000+ een plan om grote gebieden in Groningen en Noord-Drenthe (ongeveer 3.000 hectare in de kop van Drenthe) aan te wijzen als waterbergingsgebied. Dit leidde tot de plannen zoals deze in de herinrichting Peize gestalte kregen. In het plan werden vele dijken aangelegd en daarnaast waterwegen, bruggen, autowegen en fietspaden aangepast. Sloten, ooit gegraven om te ontwateren en het water af te voeren naar de Waddenzee, werden deels gedempt, terwijl slenken werden afgegraven om natuurlijke beeklopen te herstellen.

## Natuur
De natuur van De Onlanden is nauw verbonden met de beken en andere wateren die het gebied kenmerken. Tot het gebied behoren de bestaande natuurgebieden Peizer- en Eeldermaden en het Drentse deel van het Leekstermeergebied. Naast open water (zoals het Langmameer), zijn er graslanden, moeras met moerasbos en beekdalen. De verschillende biotopen bieden plaats aan honderden planten- en diersoorten. Het karakter van het gebied zal veranderen omdat veel grasland verdwijnt wat ten koste gaat van bijbehorende dieren zoals weidevogels. Verwacht wordt dat andere soorten profiteren zoals de orchidee rietorchis, het paapje en de roerdomp en verschillende soorten libellen en amfibieën.
Bij de aanleg verwachtte men de soorten als de grote zilverreiger, de visarend, de bever en de otter in het gebied. In 2015 bleek dat de otter zich er al had gevestigd. Anno 2019 was duidelijk dat ook roerdomp, grote zilverreiger, en visarend het De Onlanden hadden gevonden. In 2023 werden er 122 verschillende soorten broedvogels geteld in het gebied.

## Afbeeldingen

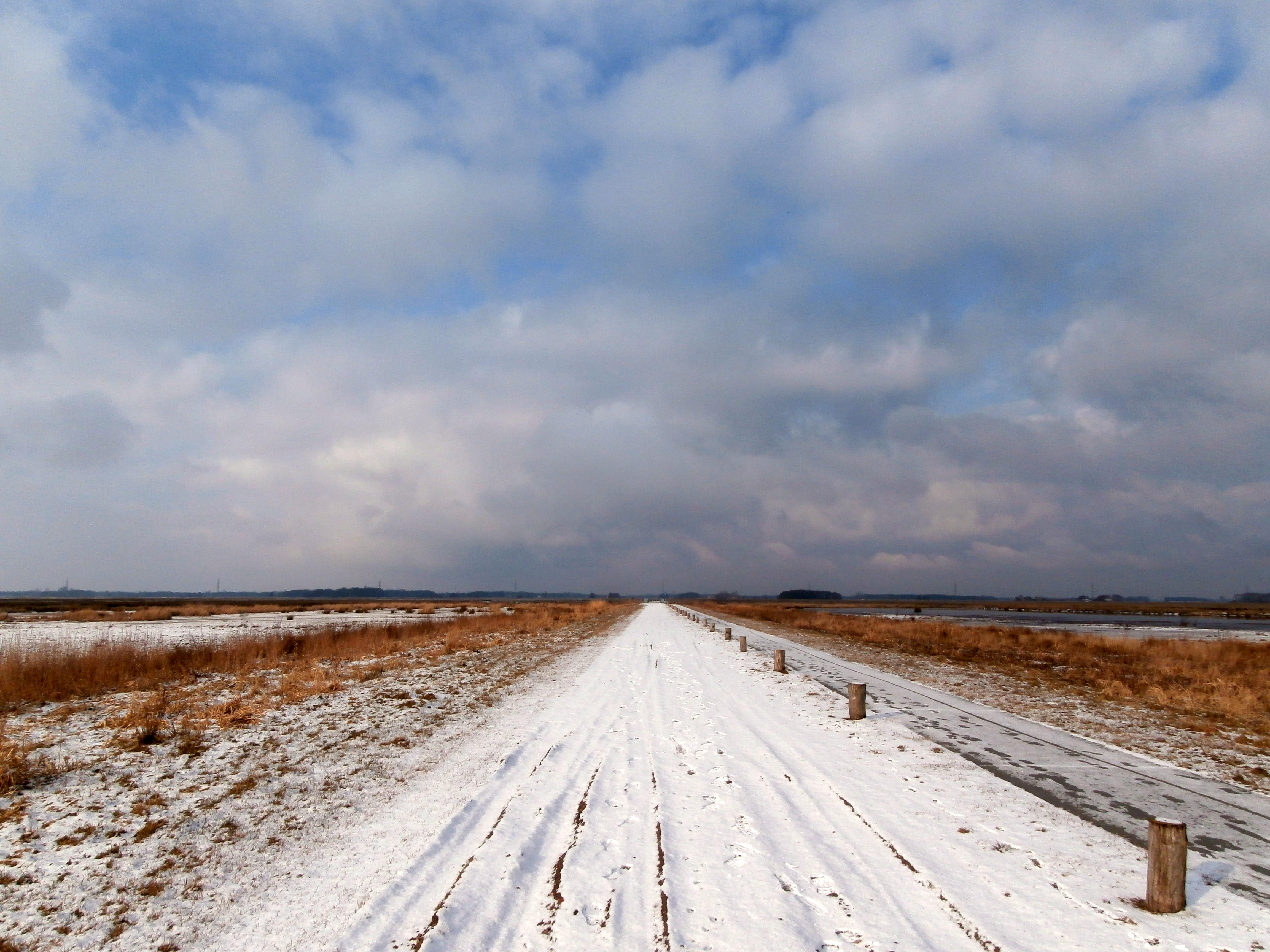
De Zanddijk bij Eelderwolde in de sneeuw (2013)
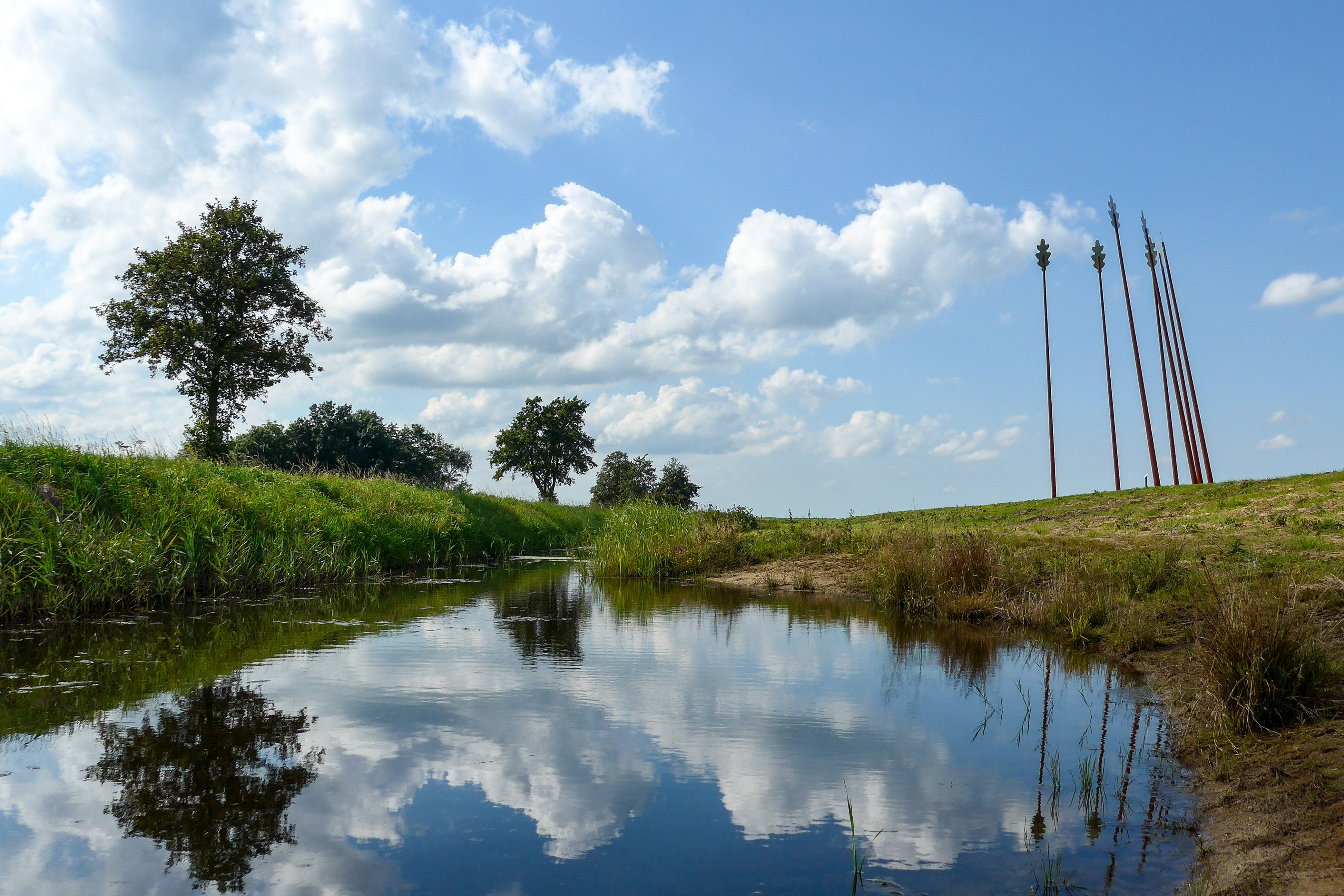
Monument Oerwold in De Onlanden (2014) bij het Stobbenven
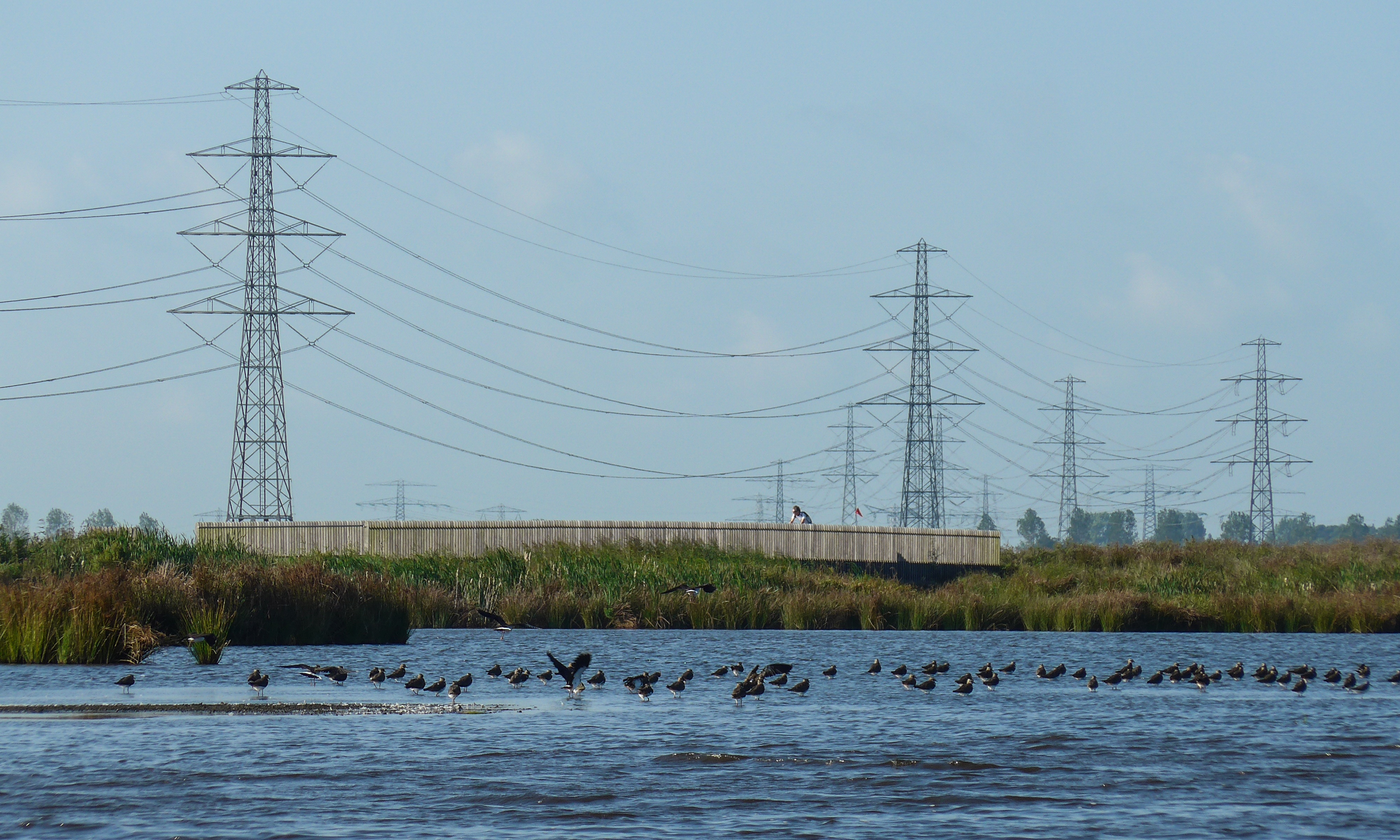
Hoogspanningsleiding door De Onlanden (2014)
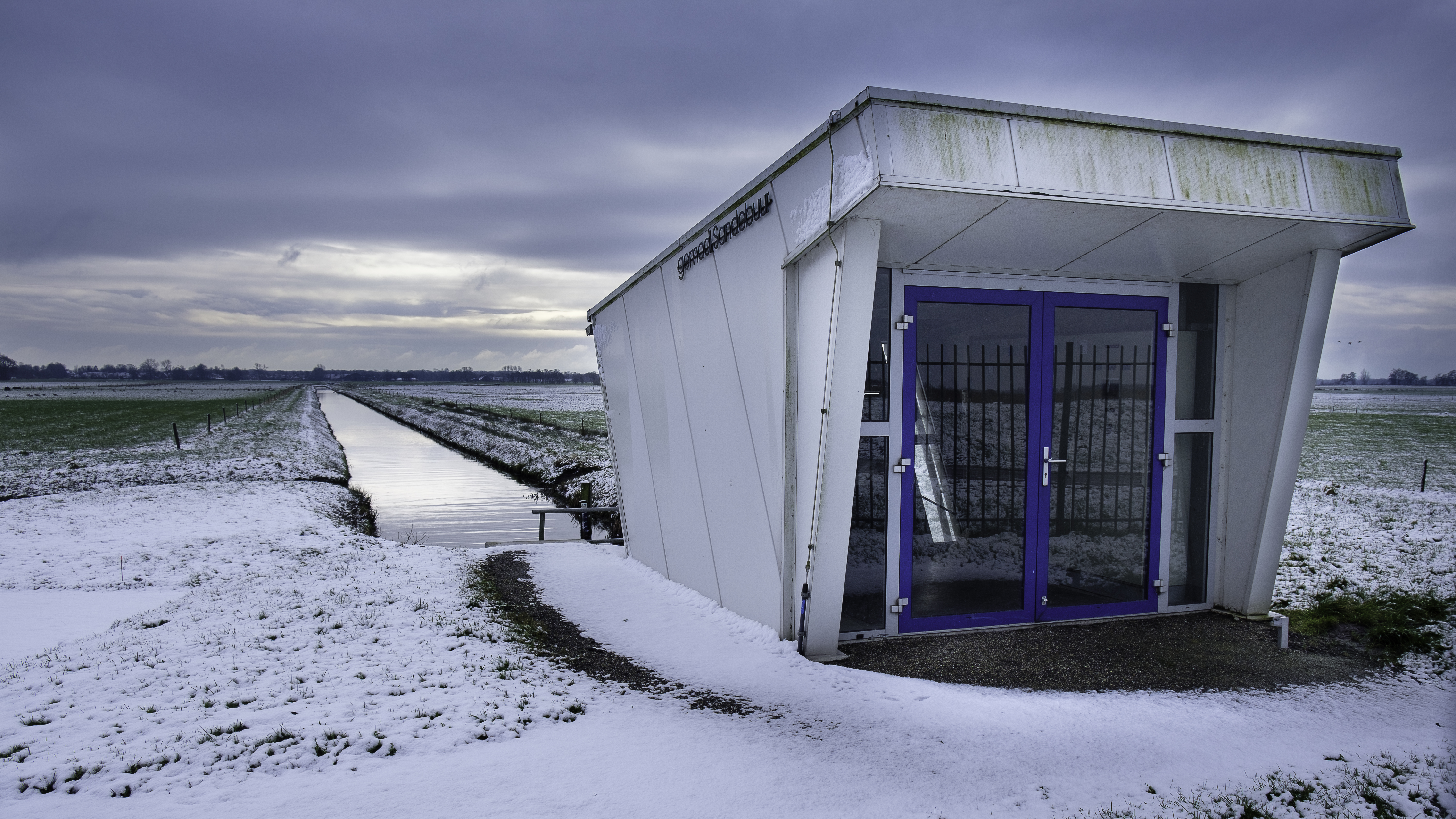
Gemaal Sandebuur verzorgt een deel van de bemaling van het gebied

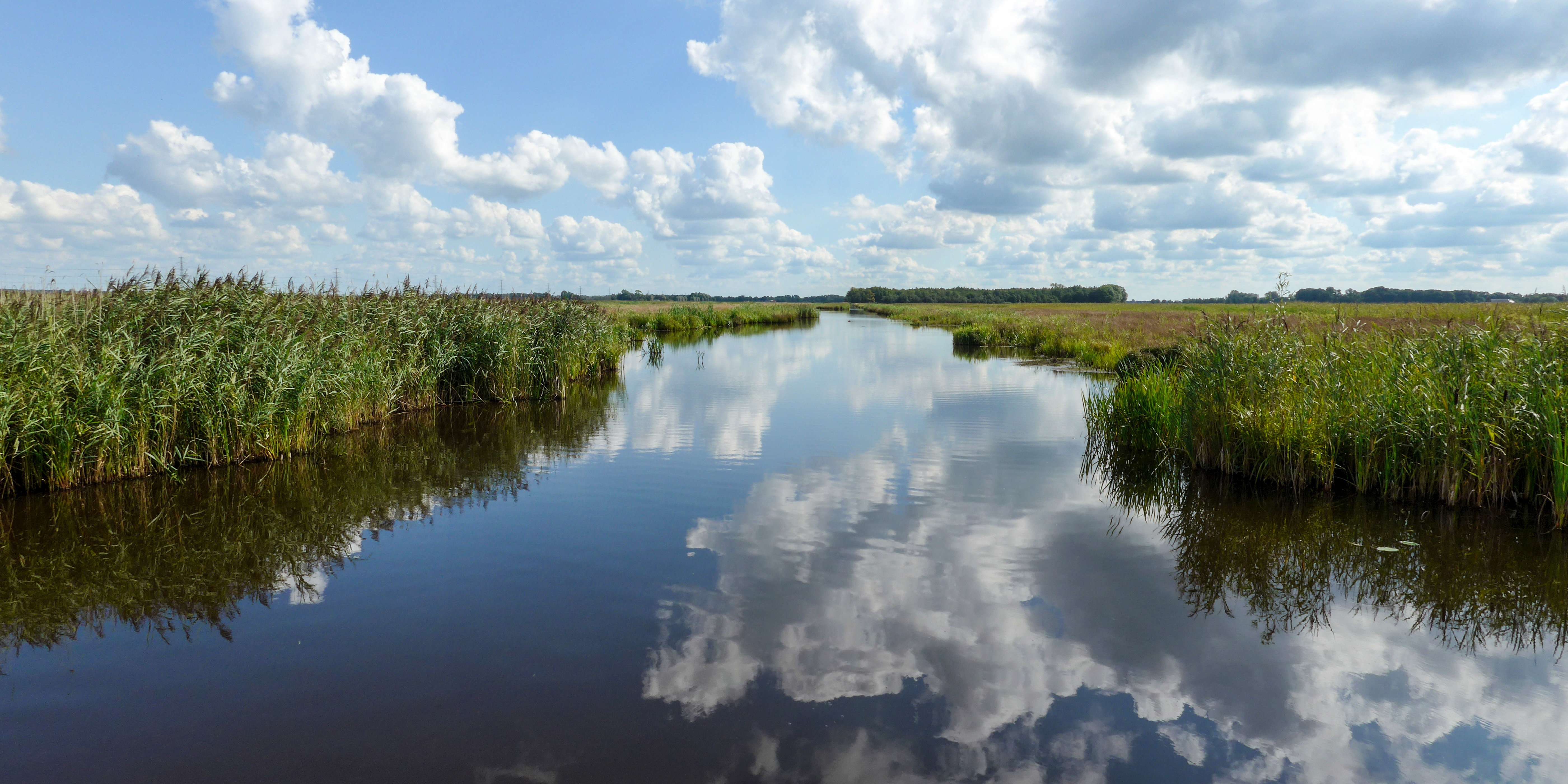
De Onlandsche Wijk in de Onlanden, gezien naar het zuiden vanaf de Onlandsedijk in 2014